# جی‌پی‌تی ۴
ترنسفورمر تولیدگر از پیش آموزش‌دیده ۴ (به اختصار: GPT-4)، (به انگلیسی: Generative Pre-trained Transformer 4) (GPT-4)، یک شبکه عصبی ساخت اوپن ای‌آی است. جی‌پی‌تی ۴ در ۱۴ مارس، ۲۰۲۳ منتشر شد. وبگاه واکس اعلام کرده‌است که این نسخه از شبکه عصبی عملکرد بهتری از جی‌پی‌تی-۳ و جی‌پی‌تی-۳٫۵ منتشر شده اوپن ای‌آی دارد. همچنین ورج به شایعاتی اشاره کرد که به‌طور قابل توجهی تعداد پارامترهای جی‌پی‌تی-۳ (از ۱۷۵ میلیارد به ۱۰۰ تریلیون) افزایش می‌یابد، که سم آلتمن مدیر عامل اوپن ای‌آی آن را به عنوان «چرند کامل» توصیف کرد. نمایندگان ایالات متحده به نیویورک تایمز تأیید کردند که آلتمن در ژانویه ۲۰۲۳ از کنگره بازدید کرد تا جی‌پی‌تی ۴ و کنترل‌های امنیتی بهبود یافته آن را در مقایسه با سایر مدل‌های هوش مصنوعی نشان دهد.
در یک روزآمدسازی نام این مدل به gpt-o4 تغییر کرد. تغییرات در این نسخه باعث شد این مدل سریعتر، ارزانتر و دقیقتر باشد. o در نام این مدل سرواژه Omni به معنی عالم‌گیر است.

## تاریخچه
اوپن ای‌آی اولین مدل جی‌پی‌تی (GPT-1) را در سال 2018 معرفی کرد و مقاله‌ای به نام «بهبود درک زبان توسط پیش‌آموزش مولد» منتشر کرد. این بر اساس معماری ترانسفورماتور بود و بر روی مجموعه بزرگی از کتاب آموزش داده شد. سال بعد، GPT-2 را معرفی کردند، مدلی بزرگتر که می توانست متن منسجمی تولید کند. در سال 2020، آنها GPT-3 را معرفی کردند، مدلی با 100 برابر پارامترهای GPT-2، که می توانست وظایف مختلفی را با چند نمونه انجام دهد. GPT-3 بیشتر به GPT-3.5 ارتقا یافت که برای ایجاد محصول چت بات ChatGPT استفاده شد.
شایعات ادعا می کنند که GPT-4 دارای 1.76 تریلیون پارامتر است که اولین بار با سرعتی که در حال اجرا بود و توسط جورج هاتز تخمین زده شد.

## چت جی‌پی‌تی پلاس
چت جی‌پی‌تی پلاس (ChatGPT Plus) نسخه پیشرفته چت جی‌پی‌تی است که با هزینه اشتراک ماهانه 20 دلار آمریکا در دسترس است. چت جی‌پی‌تی پلاس از GPT-4 استفاده می کند، در حالی که نسخه رایگان چت جی‌پی‌تی توسط GPT-3.5 پشتیبانی می شود. اوپن ای‌آی همچنین GPT-4 را از طریق لیست انتظار GPT-4 API در اختیار گروهی از متقاضیان قرار می دهد. پس از پذیرش، هزینه اضافی 0.03 دلار آمریکا به ازای هر 1000 توکن در متن اولیه ارائه شده به مدل ("اعلام") و 0.06 دلار آمریکا به ازای هر 1000 توکن تولید شده توسط مدل ("تکمیل")، برای دسترسی به نسخه دریافت می شود.